# Большие Ковали (Свечинский район)
 Большие Ковали  — опустевшая деревня в Свечинском районе Кировской области.

## География
Расположена на расстоянии примерно 18 км по прямой на север от районного центра поселка Свеча.

## История
Была известна с 1802 года как деревня Ковалевская с 7 дворами, в 1873 году здесь (Ковалевская или Ковали) было дворов 23 и жителей 152, в 1905 (Ковалевская или Большие Ковали) 31 и 182, в 1926 (Большие Ковали) 37 и 180, в 1950 25 и 62, в 1989 оставалось 19 жителей. В 2006-2010 годах находилась в составе Благовещенского сельского поселения, в 2010-2019 Свечинского сельского поселения.

## Население
Постоянное население не было учтено как в 2002 году, так и в 2010.